# Nowe Miasto (Zielona Góra)
Nowe Miasto – dawna dzielnica Zielonej Góry. Została ona utworzona 2 stycznia 2015 roku. Pierwsze w historii wybory do rady dzielnicy odbyły się 15 marca 2015 r.
Dzielnica została zniesiona z dniem 1 stycznia 2025 r. Wchodzące w jej skład sołectwa stały się jednostkami pomocniczymi.

## Podział administracyjny
Dzielnica podzielona była na jednostki pomocnicze niższego szczebla, mające status sołectw:
- Barcikowice
- Drzonków
- Jany
- Jarogniewice
- Jeleniów
- Kiełpin
- Krępa
- Łężyca
- Ługowo
- Nowy Kisielin
- Ochla
- Przylep
- Racula
- Stary Kisielin
- Stożne
- Sucha
- Zatonie
- Zawada

Części dzielnicy niemające statusu sołectwa:
- Barcikowiczki
- Krępa Mała
- Marzęcin
- Przydroże